# Филановский, Владимир Юрьевич
Владимир Юрьевич Филановский-Зенков (1928—1994) — советский нефтяник, бывший первый заместитель министра нефтяной промышленности СССР, лауреат Ленинской премии.

## Трудовая деятельность
- помощник мастера, мастер по добыче нефти нефтепромысла № 2, старший геолог, заместитель заведующего промыслом НГДУ «Альметьевскнефть», начальник НПУ «Алькеевнефть» объединения «Татнефть» (1952—1959)
- заместитель начальника Управления нефтяной промышленности Татарского СНХ (1959—1963)
- главный инженер Управления нефтяной промышленности Средне-Волжского СНХ (1963—1965)
- главный инженер — первый заместитель начальника Главтюменнефтегаз (1965—1969)
- начальник Главного управления капитального строительства Упрнефтегаздобычи, член коллегии Миннефтепрома СССР (1969—1976)
- начальник Отдела нефтяной и газовой промышленности Госплана СССР (1976—1985)
- первый заместитель министра нефтяной промышленности (1985—1989)
- генеральный директор совместного российско-германского инженерного предприятия «Камнефть» (1989—1994)

## Ученые степени, достижения
- кандидат технических наук (1972)
- монография «Экономико-математическое моделирование капитальных вложений в нефтяной промышленности» (соавторы П. С. Сапожников, С. Н. Крашенинников) (1978)
- монография «Планирование нефтегазового комплекса в народном хозяйстве» (соавторы — те же), (1989)

## Награды и звания
- медаль «За трудовую доблесть» (1959)
- дважды лауреат премии имени академика И. М. Губкина (1968, 1969)
- лауреат Ленинской премии (1970)
- награждён четырьмя орденами Трудового Красного Знамени (1966, 1971, 1976, 1988)
- Орден Октябрьской Революции (1981)
- звание «Почётный нефтяник»
- звание «Почётный работник Министерства строительства предприятий нефтяной и газовой промышленности»

## Память
Именем В. Ю. Филановского названы:
- акционерное общество "Научно-технологическая компания РМНТК «Нефтеотдача» (1995).
- нефтегазоконденсатное месторождение в северной части акватории Каспийского моря.